# Pondok Besi
Pondok Besi is een bestuurslaag in het regentschap Bengkulu van de provincie Bengkulu, Indonesië. Pondok Besi telt 1640 inwoners (volkstelling 2010).